# Bulimia
Bulimia (żarłoczność psychiczna; stgr. βουλῑμια, łac. būlīmia nervosa) – zaburzenie odżywiania charakteryzujące się napadami objadania się, po których występują zachowania kompensacyjne. Do najczęstszych zachowań należą: wywoływanie wymiotów, głodówki, użycie diuretyków, środków przeczyszczających, wykonywanie lewatyw, nadmierne ćwiczenia fizyczne.

## Historia pojęcia
Etymologicznie nazwa bulimia pochodzi od bulimis, co dosłownie oznacza "byczy głód" (gr. λῑμος [limos] – głód; βους: [bous] – byk). Jako pierwszy użył tego określenia w II wieku n.e. Galen, do opisania choroby zwanej inaczej "wilczym głodem". Choć współcześnie trudno stwierdzić, o jakiej chorobie pisał w istocie Galen, obecną nazwę jednostki chorobowej niewątpliwie zaczerpnięto z jego opisu.
Wieloletnie ujmowanie objawów bulimii w kontekście przebiegu anoreksji psychicznej przyczyniło się do późnego wyodrębnienia jej jako osobnej jednostki chorobowej. W 1979 roku londyński psychiatra Gerald Russell opisał i nazwał bulimię, którą uważał za jednostkę o gorszym rokowaniu niż w anoreksji. Polegała ona na okresowych napadach żarłoczności z utratą kontroli nad ilością spożywanych pokarmów.
Dokładniejsze badania wykazały, że choć 40% anorektyczek ma okresy żarłoczności, istnieją osoby nie cierpiące na anoreksję, które też przejadają się często (częściej niż dwa razy w tygodniu) i sytuacja taka trwa dłużej niż trzy miesiące. Stało się więc jasne, że osoby te cierpią na zupełnie inną jednostkę chorobową, którą nazwano bulimią, a potem określono jako żarłoczność psychiczną (bulimia nervosa).

## Epidemiologia
Dostępnych jest niewiele danych dotyczących występowania bulimii na podstawie badań obejmujących szerszą populację. Większość badań przeprowadzono do tej pory na dogodnych grupach pacjentów szpitali, licealistów lub studentów. Dało to bardzo szeroki zakres wyników chorobowości: od 0,1% do 1,4% wśród mężczyzn i od 0,3% do 9,4% wśród kobiet. Badania dotyczące trendów czasowych występowania bulimii również przyniosły sprzeczne wyniki.
| Kraj       | Rok  | Grupa badana | Grupa badana             | Chorobowość                    | Chorobowość                    |
| Kraj       | Rok  | liczebność   | rodzaj                   | mężczyźni                      | kobiety                        |
| ---------- | ---- | ------------ | ------------------------ | ------------------------------ | ------------------------------ |
| Australia  | 2008 | 1943         | nastolatki (15–17 lat)   | 1% mężczyźni                   | 6,4% kobiety                   |
| Portugalia | 2006 | 2028         | uczniowie szkół średnich |                                | 0,3% kobiet                    |
| Brazylia   | 2004 | 1807         | uczniowie (7–19 lat)     | 0,8% mężczyzn                  | 1,3% kobiet                    |
| Hiszpania  | 2004 | 2509         | nastolatki (13–22 lat)   |                                | 1,4% kobiet                    |
| Węgry      | 2003 | 580          | mieszkańcy Budapesztu    | 0,4% mężczyzn                  | 3,6% kobiet                    |
| Australia  | 1998 | 4200         | uczniowie szkół średnich | 0,3% kobiet i mężczyzn łącznie | 0,3% kobiet i mężczyzn łącznie |
| USA        | 1996 | 1152         | studenci                 | 0,2% mężczyzn                  | 1,3% kobiet                    |
| Norwegia   | 1995 | 19067        | pacjenci psychiatryczni  | 0,7% mężczyzn                  | 7,3% kobiet                    |
| Kanada     | 1995 | 8116         | (próba dobrana losowo)   | 0,1% mężczyzn                  | 1,1% kobiet                    |
| Japonia    | 1995 | 2597         | uczniowie szkół średnich | 0,7% mężczyzn                  | 1,9% kobiet                    |
| USA        | 1992 | 799          | studenci                 | 0,4% mężczyzn                  | 5,1% kobiet                    |

Bulimia występuje częściej w grupach ludzi podejmujących działalności, w których preferowana jest szczupła sylwetka, takich jak taniec, gimnastyka, cheerleading, bieganie, modeling, aktorstwo, wioślarstwo czy też łyżwiarstwo figurowe. Dodatkowo choroba ta występuje najczęściej wśród rasy białej.

## Przyczyny bulimii
- brak samoakceptacji
- konflikty rodzinne
- zaburzenia mechanizmów samoregulacji i samokontroli
- uszkodzenie ośrodka sytości w mózgu
- emocjonalne zaniedbanie dziecka w dzieciństwie
- brak akceptacji przez grupę rówieśniczą (wiążący się często ze zmianą środowiska)

### Czynniki genetyczne
Badania przeprowadzone w 2003 roku ujawniły powiązanie powstawania bulimii z miejscem 10p chromosomu. Ten dowód popiera tezę, że podatność na rozwinięcie zaburzeń w odżywianiu jest silnie powiązana z czynnikami genetycznymi. Predyspozycje rodzinne występują, gdy członkowie rodziny cierpieli na otyłość i zaburzenia depresyjne.

## Specyfika choroby
Schorzenie to należy odróżnić od zaburzeń związanych z objadaniem się. Chorzy na bulimię, choć zdają sobie sprawę z utraty kontroli nad własnym zachowaniem związanym z odżywianiem się, przejadają się bardzo często, a następnie stosują sposoby kontrolowania wagi ciała, które mogą być niebezpieczne dla zdrowia.
Jest to choroba o podłożu psychicznym, a chorzy na nią zwykle czują się głodni nawet bezpośrednio po jedzeniu. Czasami po wymiotach odczuwają tak wielką ulgę, że przejadają się po to by ponownie je wywołać. Większość pacjentów dotkniętych bulimią to kobiety. Dzielą one dni na "dobre", gdy nie odczuwają przymusu objadania się, i "złe" kiedy nie mogą powstrzymać łaknienia. Są świadome tego, że niepokój, nuda, stres i uczucie przykrości mogą wyzwalać okresy obżarstwa.
Bulimia bardzo często dotyka osoby, które nie akceptują swojego wyglądu, wagi, nie czują się dobrze w swoim ciele i pragną za wszelką cenę polepszyć swoje samopoczucie.
Według Amerykańskiego Towarzystwa Psychiatrycznego, pracującego nad uściśleniem kryteriów rozpoznawania bulimii, występuje ona od 4 do 6 razy częściej niż anoreksja.

## Kryteria rozpoznawania bulimii

### Kryteria diagnostyczne wg klasyfikacji DSM-5
A. Powtarzające się epizody objadania się, które charakteryzują się obiema z następujących cech:
- Jedzenie w określonym czasie (np. w ciągu dwóch godzin) takiej ilości jedzenia, która zdecydowanie przekracza to, co większość ludzi zjadłaby w podobnym czasie w podobnych okolicznościach.
- Poczucie braku kontroli nad jedzeniem w czasie trwania epizodu (np. poczucie, że nie można zaprzestać jedzenia lub zapanować nad tym, ile się je).

B. Powtarzające się, niewłaściwe zachowania kompensacyjne podejmowane w celu zapobiegania przyrostowi masy ciała, takie jak: wywoływanie wymiotów, nadużywanie środków przeczyszczających, moczopędnych lub innych leków, głodowanie lub nadmierne ćwiczenia fizyczne.

C. Objadanie się i niewłaściwe zachowania kompensacyjne występują co najmniej raz w tygodniu przez trzy miesiące.

D. Samoocena pozostaje pod nadmiernym wpływem kształtu i masy ciała.

E. Zaburzenie nie występuje wyłącznie podczas epizodów jadłowstrętu psychicznego.

#### Nasilenie zaburzenia
Minimalne nasilenie zaburzenia jest zdefiniowane na podstawie częstości występowania niewłaściwych zachowań kompensacyjnych (kilku lub jednego z nich: wywoływanie wymiotów, nadużywanie środków przeczyszczających, moczopędnych lub innych leków, głodowanie lub nadmierne ćwiczenia fizyczne). Na tej podstawie można wyróżnić nasilenie:
- łagodne – średnio 1-3 epizodów niewłaściwych zachowań kompensacyjnych w tygodniu,
- umiarkowane – średnio 4-7 epizodów niewłaściwych zachowań kompensacyjnych w tygodniu,
- ciężkie – średnio 8-13 epizodów niewłaściwych zachowań kompensacyjnych w tygodniu,
- bardzo ciężkie – średnio co najmniej 14 epizodów niewłaściwych zachowań kompensacyjnych w tygodniu.

### Kryteria diagnostyczne wg klasyfikacji ICD-10
F50.2 Żarłoczność psychiczna
Przejawia się okresowymi nawrotami żarłoczności i nadmierną koncentracją uwagi na kontroli masy ciała. Typowe jest wywoływanie wymiotów lub zażywanie środków przeczyszczających po epizodzie przejedzenia. Obserwuje się wiele objawów psychopatologicznych, na przykład nadmierne zainteresowanie kształtem i masą ciała. Powtarzające się wymioty mogą doprowadzić do zaburzeń elektrolitowych i powikłań somatycznych. Często, choć nie zawsze, stwierdza się w wywiadzie epizod jadłowstrętu psychicznego, który wystąpił od kilku miesięcy do kilku lat wcześniej.

## Typy bulimii
DSM IV – TR (2000) wyróżnia dwa typy bulimii. Pierwszy z nich to typ przeczyszczający (purging type) czyli taki, w którym po napadzie żarłoczności następuje wywoływanie wymiotów, używanie środków przeczyszczających, diuretyków, lewatywy. Drugi to typ nieprzeczyszczający (non-purging type), w którym zamiast przeczyszczania się środkami farmakologicznymi i wymuszania wymiotów, chorzy, w ramach działań kompensacyjnych, stosują ścisłą dietę (często głodówkę), ograniczając ilość spożywanych pokarmów do minimum, bądź też wykonują dużo wyczerpujących ćwiczeń fizycznych (tzw. bulimia sportowa).
Na podstawie objawów diagnozuje się chorobę, ale nim rozpocznie się stosowanie jakiejkolwiek terapii, należy wykluczyć schizofrenię oraz uszkodzenie mózgu, które także mogą być przyczynami nadmiernego łaknienia.

## Zmiany fizyczne i psychiczne u osób cierpiących na bulimię
- niedobory pokarmowe
- odwodnienie
- zmęczenie
- ospałość
- zły nastrój
- niepokój
- zaparcia
- bóle głowy
- niedociśnienie tętnicze
- dyskomfort w jamie brzusznej
- zaburzenia równowagi elektrolitycznej
- nieregularne miesiączki lub ich brak
- sucha skóra
- rany, zgrubienia i blizny skóry powierzchni grzbietowej rąk (od wywoływania wymiotów)[22][23], zob. objaw Russella
- uszkodzenie szkliwa zębów
- uszkodzenie naczynek krwionośnych w oczach
- opuchlizna twarzy i policzków (zapalenia ślinianek)
- awitaminoza
- rozciągnięcie żołądka do znacznych rozmiarów
- osłabienie serca, wątroby i układu pokarmowego
- podrażnienie przełyku, zgaga, refluks
- w skrajnych przypadkach – pęknięcie przełyku lub przepony
- niechęć do samego siebie
- stany depresyjne
- poczucie wstydu i upokorzenia
- psychiczne uzależnienie od środków przeczyszczających i odwadniających

## Bulimia a jadłowstręt psychiczny (anoreksja)
Kluczową kwestią łączącą obydwa zaburzenia jest silna koncentracja na wadze i kształcie ciała. W jadłowstręcie psychicznym również mogą, lecz nie zawsze występują epizody napadowego objadania się i/lub epizody przeczyszczania się: wywoływania wymiotów, stosowania leków moczopędnych czy środków przeczyszczających. Jednakże tym co je różnicuje jest przede wszystkim masa ciała - w jadłowstręcie psychicznym jest poniżej prawidłowej lub oczekiwanej dla wieku, w bulimii natomiast masa ciała jest w normie.

## Leczenie
Psychoterapia - wśród podejść psychoterapeutycznych wykazano skuteczność psychoterapii poznawczo-behawioralnej, która polega na nauczaniu pacjentów zwalczania automatycznych myśli i eksperymentach behawioralnych (np. spożywanie posiłku składającego się z "zakazanych środków spożywczych") w połączeniu z lub bez leczenia przeciwdepresyjnego. Farmakoterapia - o ile leczenie psychoterapeutyczne pozostaje najważniejszym elementem terapii, wykazano jednak przydatność pomocy farmakologicznej głównie przy pomocy fluoksetyny, która u pewnej grupy pacjentów potrafi zredukować częstość napadów objadania się. Pewne pozytywne rezultaty przynosi również psychoterapia interpersonalna i terapia dialektyczno-behawioralna (DBT).
Niektórzy badacze stwierdzili również pozytywne rezultaty w wyniku leczenia hipnoterapią.